# Die Kraft, die Du mir gibst
Die Kraft, die Du mir gibst ist ein deutsch-österreichischer Fernsehfilm von Zoltan Spirandelli aus dem Jahr 2014, der im Auftrag der ARD für Das Erste produziert wurde. Die Hauptrollen sind mit Tanja Wedhorn und Alexander Beyer besetzt.
Das MDR Fernsehen schrieb anlässlich der Ausstrahlung des Films: „Das Krankenhaus macht krank: Hunderttausende Menschen infizieren sich jährlich mit gefährlichen Keimen. In vielen Fällen handelt es sich um den Methicillin-resistenten Staphylococcus aureus kurz MRSA. Viele Patienten sterben daran. Dieses brisante Thema greift ‚Die Kraft, die Du mir gibst‘ auf. Zoltan Spirandellis Drama erzählt von einer jungen Familie, deren Leben durch vermeidbare Hygienemängel beinahe zerstört wird.“

## Handlung
Die frisch promovierte Molekularbiologin Maja Baumgartner ist gerade dabei, ihren ersten Anstellungsvertrag in der Grazer Delos-Klinik zu unterzeichnen, als ihr Ehemann Konrad eingeliefert wird, der sich bei einem Sturz mit dem Motorrad einen Bruch des Unterschenkels zugezogen hat. Der zuständige Arzt hält eine Operation für notwendig, die auch durchgeführt wird. Alles scheint planmäßig zu verlaufen, Konrad ist schnell wieder zu Hause, auch wenn er sich vorerst noch auf Krücken fortbewegen muss.
Als Maja Baumgartner ihre Stelle antritt, wird sie mit Jens Grünberg konfrontiert, dem medizinischen Leiter des Labors, mit dem sie vor langer Zeit einmal liiert war. Später spricht sie mit ihrem Mann darüber und macht deutlich, wie sehr es sie nervt, dass sie nun ausgerechnet mit Grünberg zusammenarbeiten muss. Schnell bemerkt sie auch, dass ziemlicher Druck im Labor herrscht, da man Ergebnisse will.
Als Konrad eine Woche nach der OP zusammenbricht, stellen die Ärzte eine lebensbedrohliche Entzündung durch Fremderreger fest, der Verdacht, dass es sich um sogenannte Krankenhauskeime handelt, bestätigt sich. Maja erklärt ihrer Freundin Sybille, einer Pilotin, dass es sich bei Staphylococcus aureus um multi-resistente Keime handelt, die unter der Abkürzung MRSA-Keime zusammengefasst werden. Nachdem zwischenzeitlich eine Besserung eingetreten und Konrad wieder zu Hause war, muss er wegen starker Schmerzen erneut operiert werden. Die behandelnde Ärztin legt Maja nahe, was sie jetzt vor allem brauche, sei ein langer Atem. Das Klinikum gibt ein Hygienegutachten in Auftrag, das positiv für die Klinik ausfällt.
Eine Krankenschwester erzählt Maja im Vertrauen, dass es bereits weitere Fälle von MRSA in der Klinik gegeben habe, die unter den Tisch gekehrt worden seien. Maja vermutet, dass auch Jens Grünberg seine Finger im Spiel hat, da er Aktien der Evita im Besitz hat. Bei der Evita handelt es sich um einen Pflegedienstleister, der kostengünstig mit ausländischem Personal für die Klinik arbeitet, aber wohl nicht den geforderten Standard erbringen kann. Da Klinikleiter Professor Adler und Verwaltungschef Ingo Willaschek den Baumgartners zwar ein Angebot machen, aber auf deren glasklare Forderungen nicht eingehen wollen, kündigt Maja ihren Job. Ganz unerwartet bekommt sie Hilfe von Jens Grünberg, dem die Sache keine Ruhe gelassen hat und der daraufhin Akten, die unter Verschluss standen, eingesehen hat. Er versichert Maja, dass sie recht gehabt habe. Die Vertuschungen seien alle über den Account von Willaschek gelaufen. Er habe außerdem das Gesundheitsamt informiert, das die Evita gründlich überprüfen werde. An Adler gewandt meint er, kein Investment rechtfertige, was bei Evita ablaufe, er sei selbst dort gewesen. Adler meint daraufhin, an Willaschek gewandt, er habe ab sofort sein Büro nicht mehr zu betreten. Dieser empört sich, dass er nun der Sündenbock sein solle, und meint, Adler habe doch selbst eine klare Aussage gemacht, wie die Rendite auszusehen habe, und so habe er gehandelt. Das habe aber doch nicht bedeutet, dass er Akten habe fälschen sollen, verwahrt sich Adler. Der Klinikleiter zeigt sich nach kurzem Zögern einverstanden, alle Forderungen der Baumgartners, auch ein Aufnahmescreening, wie in den Niederlanden, zu erfüllen, jedoch müsse die Aufarbeitung intern erfolgen. Etwas später bietet Grünberg Konrad noch an, ihn mit seinem Wiener Freund, einem Osteologen bekanntzumachen, der sich sein Bein einmal ansehen solle.
Sechs Monate später sind die Baumgartners mit ihren beiden Kindern Jule und Micha sowie ihrer Vermieterin, Frau Reinhardt, und Majas Freundin Sylvia in den Bergen unterwegs und beschließen ihre ausgiebige Wanderung mit einem fröhlichen Picknick.

## Produktion

### Dreharbeiten, Produktionsnotizen
Die Kraft, die Du mir gibst wurde unter dem Arbeitstitel Von einem Tag zum anderen vom 24. September bis zum 25. Oktober 2013 in Graz und Umgebung gedreht. Produziert wurde der Film von der deutschen Maran Film GmbH und der österreichischen MR Film für die ARD Degeto, Herstellungsleitung Kirsten Frehse, für Das Erste und den ORF, hergestellt mit Unterstützung der Cinestyria Filmcommission and Fond und der Stadt Graz.

### Hintergrund
Tanja Wedhorn äußerte: „Die Thematik ist sehr spannend, ergreifend und hochaktuell.“ Dies sei „kein fröhlicher Familienfilm“, man habe ein Thema, das überall durch die Medien geistere, „noch bewusster machen wollen“. Es sei „genau so“, wie es im Film beschrieben werde, da sei nichts „weit hergeholt oder ‚Hollywood-like‘“, nichts aufgebauscht, sondern offensichtlicher Alltag. Sie selbst sei ein ganz positiver Mensch, den es zu sehr belasten würde, immer nur an das Schlimmste zu denken. So könne man nicht leben. Es sei das erste Mal, dass sie in Österreich drehe. Es sei wunderschön dort.
Michael Schönborn, der den Verwaltungschef spielt, der gewisse Hygienevorschriften missachtet, meinte, es sei Faktum, dass dieses „Problem in der heutigen Gesellschaft allgegenwärtig“ sei und „dass es in Kliniken immer wieder zu schweren Infektionsproblemen“ komme. Und Regisseur Zoltan Spirandelli ergänzte, mit dem Film habe man „das Bewusstsein für ein Problem schärfen“ wollen. Denn allein in Deutschland würden sehr viele Menschen aufgrund von Krankenhauskeimen sterben. Das Thema habe Brisanz, weil es „eine zunehmende Bedrohung im Gesundheitswesen“ darstelle.

### Veröffentlichung
Der Film wurde am 13. Juni 2014 im Programm der ARD (Das Erste) sowie im zweiten Fernsehprogramm des Österreichischen Rundfunks (ORF 2) erstmals gezeigt. Der englische Titel lautet The Strength you give Me.

## Rezeption

### Einschaltquote
Bei seiner Erstausstrahlung im Programm Das Erste trat das Filmdrama zu einem Topspiel zwischen Spanien und den Niederlanden in Konkurrenz und konnte 3,80 Millionen Zuschauer verzeichnen. Der Marktanteil lag bei 13,5 Prozent. Bei den 14- bis 49-Jährigen standen 4,8 Prozent zu Buche.

### Kritik
Die Kritiker der Fernsehzeitschrift TV Spielfilm zeigten mit dem Daumen zur Seite und meinten: „Ernstes Thema, laue Umsetzung.“. Zudem wurde angemahnt: „Mehr Realismus bitte statt Schema Schmus“.
Tilmann P. Gangloff gab dem Film auf der Seite tittelbach.tv 3,5 von sechs möglichen Sternen und lobte: „‚Die Kraft, die du mir gibst‘ behandelt glaubwürdig und nachvollziehbar das aktuelle und brisante Thema der Krankenhauskeime. Nach einem vergleichsweise harmlosen Knochenbruch infiziert sich ein Mann mit einem Keim, der sich als lebensbedrohlich entpuppt. Der Dramaturgie wegen ist das Krankenhaus, in dem die Infektion erfolgt, der Arbeitgeber seiner Frau… Der Film von Zoltan Spirandelli ist besser als Filmtitel und Inhaltsangabe klingen. […] Ein sorgfältig inszeniertes, gut gespieltes Freitagabend-Drama – auch für Männer geeignet! Geschickt verpacken Buch und Regie die Anklage des Missstands als fesselnd inszenierte und gut gespielte Geschichte.“ Bis auf einige Kleinigkeiten sei das „bis in kleinste Details der Darstellerführung und der Ausstattung sorgfältig umgesetzte Drama jedoch sehenswert“.
Auch der Filmdienst sah das ähnlich und fasste zusammen: „Brisantes (Fernseh-)Drama mit solider Spannungsdramaturgie, das keinesfalls so rührselig ist, wie der Titel suggeriert. – Ab 14.“